# Ernst Friedländer
Ernst Friedländer (né le 28 août 1841 à Berlin et mort le 1er janvier 1903 à Berlin) est un archiviste prussien.

## Biographie
Son père est l'archiviste Gottlieb Friedländer (1805–1878), son grand-père le célèbre collectionneur de pièces Benoni Friedländer (de) et son neveu l'historien d'art Max J. Friedländer. Après avoir terminé ses études, Ernst Friedländer étudie le droit à l'Université de Berlin et obtient son doctorat en 1867. À partir de 1867, il travaille aux Archives d'État prussiennes à Münster et à partir du 1er avril 1872 à la tête des Archives d'État prussiennes nouvellement fondées à Aurich. À partir de 1874, Ernst Friedländer prend la direction des Archives d'État secrètes (de) à Berlin. Entre autres choses, il détient les titres d'archiviste d'État secret et d'archiviste secret. Friedlander est enterré le 4 janvier 1903 au cimetière des Douze-Apôtres à côté de son fils, qui est déjà décédé auparavant. De hauts fonctionnaires de l'État, des membres de l'église des Douze-Apôtres de Berlin (de) et des représentants d'organisations caritatives se sont réunis à cette occasion.
L'importance supra-régionale de Friedländer réside dans le fait qu'il s'est occupé de la présentation de l'histoire universitaire des différentes institutions. À partir des matériaux disponibles dans les archives, il compose et publie des manuels d'histoire. Auparavant, personne ou presque n'a fait de recherches sur la vie universitaire, l'étendue des matières étudiées, les programmes d'études, les effets des universités entre elles ou l'acceptation des établissements d'enseignement à l'étranger 
La succession du père d'Ernst Friedländer, Gottlieb Friedländer, est conservée aux Archives secrètes de l'État à Berlin (cote : GStA PK, VI. Département principal NL Friedländer, G.).

## Œuvres (sélection)
- Rheinländer und Westfalen auf der Universität Prag. In: Monatsschrift für rheinisch-westfälische Geschichtsforschung und Alterthumskunde, 1. Jahrgang, Bonn 1875, S. 254–271.
- Ostfriesisches Urkundenbuch (zu den beiden Bänden erschien später ein Ergänzungsband)
  - Band 1: 787–1470, Emden 1878 (Digitalisat).
  - Band 2: 1471–1500, Emden 1881.
- Aeltere Universitäts-Matrikeln. I. Universität Frankfurt a. O., 3 Bände, Leipzig 1887–1891 (Hrsg.)
- Rheinische Urkunden, Teil I. In: Annalen des Historischen Vereins für den Niederrhein, insbesondere die alte Erzdiöcese Köln. Heft 50, Köln 1890, S. 220–249.
- Die Einlager. Beitrag zur deutschen Rechtsgeschichte
- Die Kirchenordnung der Grafschaft Tecklenburg[1]
- Briefe des Aggaeus de Albada an Rembertus Ackema[1]